# Rathbunella alleni
Rathbunella alleni är en fiskart som beskrevs av Gilbert, 1904. Rathbunella alleni ingår i släktet Rathbunella och familjen Bathymasteridae. Inga underarter finns listade i Catalogue of Life.